# Trochochaeta watsoni
Trochochaeta watsoni är en ringmaskart som först beskrevs av Fauvel 1916.  Trochochaeta watsoni ingår i släktet Trochochaeta och familjen Trochochaetidae. Inga underarter finns listade i Catalogue of Life.